# Listă de scandaluri sexuale din politica și administrația din România
Aceasta este o listă de scandaluri sexuale politice din România.

## Președinți
- Emil Constantinescu (1996-2000), ar fi avut o relație cu actrița Rona Hartner.[1][2][3][4][5]

## Miniștri
- Vasile Pungan, ministru al comerțului exterior în România comunistă și ambasador în Londra, a avut relații amoroase cu neveste ale agenților acoperiți.[6]
- Petre Sălcudeanu, ministru al culturii, în 1993, amețit fiind, a cășunat pe femeia ofițer de serviciu la ministerul Culturii (Luminița Răuț), iar aceasta a alertat presa, care l-a prins pe ministru cu șlițul desfăcut.[7][8]
- Teodor Baconschi, ministru de externe - în 2007 fost implicat într-un scandal, după ce presa a publicat o serie de e-mail-uri trimise și primite de Manuela Vulpe, în care cei doi evocau momentele petrecute împreună în jacuzzi.[9][10][11]
- Paul Păcuraru, ministru al muncii - în 2009 a apărut o înregistrare în care apare gol, mângâindu-și organul genital.[12]

## Europarlamentari
- Corina Crețu: în anul 2013, un hacker a publicat mai multe e-mailuri compromițătoare între Corina Crețu și fostul secretar de stat american Colin Powell.[13][14][6]

## Senatori
2004 - 2008
- Gelu Vișan, În 1993, Vișan, care lucra ca pedagog la un liceu din Dolj, a fost acuzat de către eleva Daniela B., din clasa a X-a H, că a bătut-o cu coada de la o mătură și a violat-o.[15]
- Constantin Gheorghe, în 2008 au apărut în presă poze în care apărea în ipostaze tandre alături de o tânără brunetă, care nu era soția sa, Svetlana.[16][17][18]

2012 - 2016
- Ionel Arsene (PSD Neamț) în 2014 a apărut într-o înregistrare în timp ce întreținea relații intime cu o tânără.[19][20]

## Deputați
2008 - 2012
- Robert Sorin Negoiță (PSD Teleorman), acuzat în 2010 că a întreținut raporturi amoroase contra cost cu manechine racolate într-o rețea.[21][22][23][24][25][26][27]

- Dan Păsat (PNL Giurgiu), interceptat în 2011 de procurorii DNA în timp ce negocia cu un proxenet, serviciile unor prostituate.[28][29][30][31][32][33]

- Ioan Oltean cu șefa ANRP, Crinuța Dumitrean.[34]

- Petru Călian (PNL Cluj), implicat în scandalul „Sexgate de Cluj” de la Nana Club. Fetele implicate au declarat că au întreținut relații sexuale cu Călian. În dosarul penal, deputatul Călian a dat o declarație în care recunoaște că a fost prezent de mai multe ori la Nana Club dar nu pentru a se distra, ci pentru a se documenta în legatură cu o lege de combatere a prostituției[35][36][37][38] În declarațiile date de prostituate la Parchet au fost menționate mai multe nume sonore, printre care și a consilierului județean Mihai Szeplekan (PNL).[39][40] Iar Szeplekan a declarat procurilor DIICOT că un alt deputat PDL, Adrian Gurzău, ar fi fost client al localului.[41] Patroana localului care funcționa ca bordel – basarabeanca Natalia Strechi –, o parte din angajați și multi dintre clienți erau membri ai Partidului România Mare (2010).[42]

## Diplomați
- Ion Nuică, consulul român la Chișinău, a fost filmat în 2009 făcând sex cu o tânără.[43][44][6]

## Prefecți
- Dragomir Tomaseschi (Iași), în 2008 a dansat pe masă dezbrăcat de pantaloni și „cu organele genitale scoase afară”.[45][46]

- Mitea Ilie Dumitru Haralambie, fost prefect de Sibiu și Neamț, acuzat în 2014 de hărțuire sexuală de o angajată.[47]

## Primari
- Vasile Bulucea (Craiova), scandaluri sexuale la peste 70 de ani (cu o doamnă de peste 50 de ani) pe care, spre stupefacția adversarilor politici, nu le nega, chiar se mîndrea cu "performanțele" sale, făcînd deliciul craiovenilor
- Dumitru Chiru (Comuna Lumina, Constanța), acuzat în 2014 de viceprimarul localității, Cornelia Dorobanțu de tentativă de viol.[48]
- Constantin Boșcodeală, primarul Buzăului - în ianuarie 2016 a fost distribuit pe internet o înregistrare în care acesta făcea sex cu două tinere.[49]

### Viceprimari
- Tudor Ionescu (Tudy), numit în funcția de viceprimar al municipiului București în iulie 2016 a lansat în anul 2011 un videoclip în care se masturba, acțiunea fiind o dedicație pentru iubita acestuia de atunci, Oana Zăvoranu.[50][51][52] Acesta a fost stagiar în Parlamentul României și în Parlamentul European.[53]

## Judecători
- Nicolae Pălcuț, fost președinte al Judecătoriei Marghita, a fost nevoit să demisioneze în 2003 după ce a fost filmat cu camera ascunsă de o echipă de reporteri sub acoperire a ziarului Bihoreanul, în timp ce se masturba în mașina personală, în fața unei femei pe care o luase în mașină.[54][55]

- Judecătorul Nicolae Aurelian Tomuș, trimis în judecată în dosarul „minore pentru VIP-uri”, condamnat definitiv în mai 2016 la doi ani de închisoare cu suspendare sub supraveghere pentru o perioadă de trei ani. Procurorii l-au acuzat de Tomuș de șantaj, favorizarea infractorului și folosirea serviciilor unei persoane exploatate.[56][57]

- Valentin Popescu (judecător), vicepreședinte al Tribunalului Petroșani, condamnat definitiv în mai 2012 la doi ani și jumătate de închisoare cu executare, pentru luare de mită, cumpărare și trafic de influență.[58] Popescu a făcut sex cu femeia al cărei proces de partaj îl judeca. Vicepreședintele Judecătoriei Petroșani, Valentin Popescu, s-a bucurat de serviciile sexuale ale tinerei divorțate, în vârstă de 33 de ani, fapt dovedit și de stenogramele discuțiilor dintre cei doi, discuții interceptate de Serviciul Român de Informații.[59][60][61][62][63] Popescu a fost primul magistrat hunedorean condamnat la închisoare cu executare, după 1990.[64]

## Secretari de stat
- Ovidiu Puțura - fost secretar de stat în Ministerul Justiției (MJ) și fost judecător la Tribunalul Bistrița-Năsăud, a fost condamnat în septembrie 2016 de Curtea de Apel București la cinci ani închisoare pentru săvârșirea infracțiunilor de dare de mită și trafic de influență. A fost acuzat că ar fi primit șpagă bani, diverse bunuri, dar și plata unor servicii sexuale.[65][66][67][68]

## IGPR
- Ioan Oțel, fost ofițer în cadrul birourilor Judiciar și Economic, iar după 2000, șef al Serviciului de Combatere a Criminalității Organizate (SCCO) din Poliția Cluj, acuzat de mai multe stripteuze de la clubul „Moonlight”, că a întreținut relații sexuale cu ele. Același lucru l-au afirmat și despre Cornel Tușelea, comisar la Serviciul de Investigarea Fraudelor.[69][70]

- Alin Remus Patrichi, polițistul care a a adus cele mai grave prejudicii de imagine Poliției Vaslui, reușind “performanța” de a se transforma în proxenet chiar în timp ce purta uniforma de agent de poliție. Împătimit al jocurilor de noroc, obținea bani pentru cazinouri obligând minore să se prostitueze.[71][72][73] Printre clienți s-au aflat inclusiv polițiști și jandarmi, o parte din ei întreținând relații sexuale cu minorele chiar în timpul serviciului. A fost condamnat la 5 ani de închisoare (mai 2014).[74]

- Nicu Pasăre, fostul șef al Postului de Poliție al comunei Urdari, condamnat în octombrie 2016 la doi ani de închisoare cu suspendare pentru favorizarea infractorului. Acesta i-a cerut unei localnice din Urdari favoruri sexuale pentru a o scăpa de acuzațiile dintr-un dosar penal. Fostul polițist i-ar fi cerut să întrețină relații intime chiar în sediul postului de poliție.[75][76]

- Adrian Podaru, fostul șef al postului de politie din Comuna Roma, Botoșani, a fost destituit din funcție în 2006, după ce a fost acuzat că a întreținut relații sexuale cu o minoră. A câștigat în justiție și a fost reangajat în ianuarie 2007.[77][78]

- iulie 2007 - Trei foști agenți de poliție din Turda au fost condamnați de o instanță a Tribunalului Alba la cinci ani de închisoare dupa ce au fost găsiți vinovați de proxenetism și inițierea unui grup infracțional organizat.[79] Nicolae Liviu Beian, Ioan Ciocârlie și Cătălin Cosmin Lungu.[80][81][82][83][84] Șeful poliției Turda, comisarul Ioan Câmpian și-a dat demisia în urma acestui scandal.[85]

- septembrie 2015 - un polițist local din Răcari a fost arestat după ce a obligat o minoră de 13 ani să întrețină relații sexuale cu el.[86][87]

- Comisarul Gheorghe Barbu (polițist), șeful Secției de Poliție Balș, a fost acuzat în de viol de către o fostă subalternă și a fost retrogradat, prin trecerea pe o funcție inferioară (decembrie 2012).[88][89][90][91][92]

## SIE
- Claudiu Vulpe, fost ofițer al Serviciului de Informații Externe și al Serviciului Român de Informații a fost condamnat în octombrie 2015 la 3 ani de închisoare cu suspendare, constituire, sprijinire a unui grup infracțional organizat, proxenetism, trafic de persoane, trafic de minori, șantaj etc.[93][94] Radu Bogdan (ofițer), funcționar în Ministerul Economiei și Comerțului, compartimentul pentru IMM-uri, și fost ofițer SIE,[95][96] a fost condamnat în același dosar la un an și 10 luni de închisoare cu suspendare.[97]

## SPP
- Emanoil Petrea, fost offițer SPP decorat de președintele Ion Iliescu, arestat în octombrie 2016 pentru pornografie infantilă și orgii sexuale cu fete de 13 ani.[98][99][100]

## Alții
- Marian Petre Miluț, președinte al Partidului Național Țăranesc Creștin-Democrat, în 2008 trăia o poveste de amor cu Daniela Boitan, directoare economică la Prefab, societate a cărei echipă de fotbal era patronată de Miluț, ambii fiind căsătoriți.[101][102]

- Filip Stancu, președinte al UNPR Timiș, exclus din partid în noiembrie 2011 pentru hărțuire sexuală.[103]

- Iosif Ion Ficior, torționar din timpul regimului comunist, fost comandant al Coloniei de muncă Periprava, avea aventuri cu soția subalternului său și dădea petreceri, în vreme ce morții ieșeau unul după altul pe poarta lagărului de la Periprava. Scandalurile sexuale în care a fost implicat Ian Iosif Ficior i-au oripilat pe superiorii săi, care l-au retrogadat și l-au trimis la Giurgeni.[104][105]

- Mihail Bălășescu, fostul secretar general adjunct al PNL - în 2010, pe internet a fost postată înregistrarea unei convorbiri telefonice în care Bălășescu ar mărturisi iubitei sale oficiale că a făcut sex cu o altă femeie pe canapeaua lui Crin Antonescu, care era la momentul respectiv liderul partidului, în sediul PNL.[106][107][108][109]